# Katip Çelebi
Katip Çelebi även kallad Hadji Khalfa, född 1609, död 1657, var en turkisk lärd.
Bland Katip Çelebis arbeten märks en bibliografisk encyklopedi, Kaschf az-zunūn samt Djihānnumā (i två redaktioner), en världsbeskrivning, kommenterad och översatt till latin av Matthias Norberg 1818.